# Abuso de posición dominante (Chile)
En Chile, abuso de posición dominante es un concepto acuñado para encuadrar ciertas conductas o actos que sean interpretados como prácticas anticompetitivas en el mercado relevante del cual se encuadran estas conductas o actos según lo dispuesto en la legislación chilena, encausadas en el DL 211.
Se ha definido tradicionalmente el “poder de monopolio” o posición dominante como una conducta contraria a la libre competencia, consistente en el uso abusivo o antijurídico del poder de mercado de una empresa o un conjunto de empresas con el fin de explotar o preservar una renta monopólica en un mercado relevante determinado. Se señala que poseer más del 40% del mercado ya es detentar poder monopólico.
Al realizar el análisis jurídico del Decreto Ley 211, a propósito de la figura de la posición dominante o explotación abusiva, la cual se encuentra contenida en el artículo 3° letra b), la cual se refiere a que "la explotación abusiva por parte de un agente económico, o un conjunto de ellos, de una posición dominante en el mercado, fijando precios de compra o de venta, imponiendo a una venta la de otro producto, asignando zonas o cuotas de mercado o imponiendo a otros abusos semejantes".
Una empresa en esta situación puede actuar frente a los otros operadores del mercado en forma no equitativa, imponiendo, por ejemplo, precios de compra o venta exagerados o concediendo ventajas discriminatorias a algunos clientes con el fin de controlar su comportamiento.
Se entiende que lo denominado, por el Decreto Ley 211, como un "un abuso de posición dominante" es la conducta realizada por parte de una empresa o de un conjunto de empresas que tenga un controlador común, este controlador en definitiva maneja estas empresas que aparentemente son distintas unas de otras, y las maneja fijando precios de compra, de venta o imponiendo algunos productos. En este caso el legislador está reconociendo algunas actitudes como las fusiones de empresas, las absorciones de empresas, las reorganizaciones o reestructuraciones de empresas como partes de la figura específica de posición dominante, señala esto don Javier Tapia jefe, división de estudios y promoción Fiscalía Nacional Económica.
La figura aludida establece como condición para su ejecución que una empresa con una posición privilegiada de mercado pueda realizar actos tendientes a eliminar la competencia. En la práctica tiende a eliminar o excluye a la competencia, a través de dos tipos de precios, los cuales son precios de exclusión y precios abusivos. El primero referido a precios fijados a un nivel muy bajo o inferiores al costo marginal, ya concretado el objetivo de eliminar a la competencia mediante está práctica y disuadidos los que deseaban entrar a competir, esta podrá aumentar sus precios y conseguir importantes beneficios, en tanto, el segundo hace mención a que son aquellos claramente superiores a los habidos en competencia, en razón de provenir de un monopolio o de una empresa en ejercicio de un poder sobre el mercado. Cabe destacar que no necesariamente el detentar un alto poder de mercado significa estar en presencia de un abuso de poder de posición dominante, sino que es necesario tener en cuenta factores que serán desarrollados en lo que sigue.

## Historia
Desde la antigüedad, se ha erigido en Occidente el resguardo serio y necesario de la libre competencia, en razón de la preservación del precio justo, una tradición fundamentalmente de origen griego.
En los capítulos 8 y 9 de “La república”, Aristóteles pone en evidencia las diferencias entre economía y crematística, siendo economía la obtención de los bienes necesarios para la vida o útiles para la familia o el estado, que constituyen lo que él llama “la verdadera riqueza”, limitada a lo suficiente para una buena vida, mientras que la crematística es el arte de hacer dinero, la acumulación de riqueza sin límite.
Esto tuvo una abismante trascendencia en la Edad Media en donde se acuña el término "libre competencia" por parte del teólogo y jurista Luis de Molina.
El mencionado jurista, concluía: "El precio justo de las cosas depende, principalmente, de la estimación común de los hombres de cada región; y cuando en alguna región o lugar se suele vender un bien, de forma general, por un determinado precio, sin que en ello exista fraude, monopolio ni otras astucias o trampas, ese precio debe tenerse por medida y regla para juzgar el justo precio de dicho bien en esa región o lugar, siempre y cuando no cambien las circunstancias con las que el precio justificadamente fluctúa al alza o a la baja".
Hasta la Edad Media lo que entendían los autores como monopolio, hoy lo denominamos "abuso de posición dominante", en donde el precio justo es determinado por el mercado en tanto éste no sufra las interferencias del fraude, de la fuerza, del abuso de posición dominante, está siempre bajo el alero de la defensa de la libre competencia.
En nuestro país el delito de abuso de posición dominante está tipificado en el Decreto Ley n ° 211, el cual demuestra haber integrado en gran parte lo expuesto por Luis de Molina.
Este decreto en nuestro país fue promulgado en 1973, teniendo por objetivo adaptar al país al nuevo modelo económico al cual se enfrentaba, donde existiría mayor libertad de mercado y por lo mismo más probabilidad de que se incurriese en delitos económicos. En el texto original existieron comisiones preventivas y una comisión resolutiva,  pero por sobre todo se destaca la eficiencia de la fiscalía nacional económica durante este periodo. Dejando a Chile como uno de los países más avanzados en esta materia dentro de Latinoamérica.
Pero el DL 211 sufrió importantes reformas durante el gobierno del presidente Ricardo Lagos, reformas que fueron promulgadas durante el año 2003, dentro de estas reformas se destaca el claro fortalecimiento del órgano jurisdiccional competente en estas materias, el cual pasa a llamarse Tribunal de defensa de la libre competencia como un órgano independiente de la Fiscalía Nacional Económica e independiente del Ejecutivo.

## Mercado Relevante
Para determinar si una práctica afecta las condiciones de libre competencia, se debe establecer cuál es el mercado relevante del rubro en cuestión. Ello implica analizar, entre otros factores, la existencia de sustitutos cercanos de productos o servicios, así como el ámbito geográfico comprendido por el mercado, definiendo el espacio de competencia efectiva que corresponda.
El mercado Relevante se presenta en una doble dimensión:
- La determinación del mercado relevante en función de productos y servicios, cuyo objeto de análisis es el conjunto de mercados o segmentos de mercado correspondientes a bienes o servicios potencialmente sustitutos del ofrecido por los agentes investigados. La sustituibilidad de los bienes o servicios debe analizarse tanto desde el punto de vista de la demanda como de la oferta. En relación con la demanda Se debe determinar qué conjuntos de variedades o marcas de bienes o servicios presentan un potencialmente alto grado de sustituibilidad entre sí para una proporción significativa de compradores, usuarios o consumidores. Respecto a la oferta se debe determinar si existen otros productores dispuestos a comercializar el bien o servicio.[15] La sustituibilidad de la oferta implica que ante un aumento del precio de determinado bien, otras empresas reasignan sus recursos para ofrecerlo, ahora bien, debe considerarse como sustitutos en oferta sólo a aquellos que son potenciales de ofrecer con la capacidad instalada, es decir, sin invertir en nuevas planta y equipos.[16]

- Determinación del mercado relevante en términos geográficos, cuyo objeto es establecer la menor área geográfica dentro de la cual sea probable ejercer poder de mercado respecto del producto o grupo de productos relevantes.[17]

- En Chile la Fiscalía Nacional Económica, considera, además de las dimensiones ya mencionadas, la dimensión temporal del mercado relevante, especialmente cuando exista evidencia de demanda punta y fuera de punta o de demanda estacional, o se trate de bienes durables o de rápida obsolescencia.[17]

### Parámetros para analizar el mercado relevante.[15]
Para analizar la sustituibilidad de demanda, se pueden utilizar los siguientes parámetros, técnicas y fuentes de información:
- Estudios técnicos y de funcionalidades de las distintas variedades y marcas de los bienes o servicios analizados.
- Análisis estadísticos y econométricos de la evolución pasada de las series de cantidades transadas y precios de los segmentos de mercado estudiados, incluyendo la estimación de distintas elasticidades de las cantidades demandadas.
- Análisis de información cualitativa/histórica/anecdótica referida a conductas de los compradores en instancias pasadas de variaciones de precios.
- Revisión de encuestas de opinión, ya sea a muestras estadísticamente representativas como cualitativamente relevantes de agentes del mercado acerca de sus acciones y preferencias respecto a las distintas variedades de bienes o servicios analizados.
- Revisión de documentos, comunicaciones y otro tipo de informaciones producidas por los agentes investigados u otros actores relevantes en relación con la sustituibilidad de productos.
- Consulta a expertos e informantes calificados acerca de las preferencias de los agentes y de la dinámica del mercado.
- Estimación de los costos para los consumidores de trasladar su demanda a otros bienes, llamados “switching costs” (ej. necesidad de realizar inversiones específicas, incertidumbre sobre la calidad o reputación de proveedores, etc.)

Para analizar la sustituibilidad de oferta, se pueden utilizar los siguientes parámetros, técnicas y fuentes de información:
- Antecedentes de sustituibilidad de la oferta, como ser, información pasada del grado de sustituibilidad de la oferta ante variaciones en los precios relativos.
- Información sobre la disposición de los consumidores a cambiar de proveedor ante un incremento de precios.
- Información de los costos en que deben incurrir los oferentes para ofrecer el nuevo producto y del tiempo necesario para proveerlo (documentos internos de las empresas como estudios sobre precios, planes de negocios, etc.).
- Información de capacidad ociosa de los eventuales oferentes.
- Información del proceso de producción.

Para evaluar la dimensión geográfica del mercado relevante, se puede considerar la siguiente información:
- El costo para los consumidores de cambiar a productos ofrecidos en otras áreas geográficas.
- El costo para los oferentes de proveer los productos en otras áreas geográficas.
- Información de diferencias de estrategia por área en cuanto a precios, ventas, marketing.
- Información de flujos de bienes entre áreas geográficas y sobre la existencia de barreras a la entrada.
- Datos acerca de los aranceles y otras restricciones al comercio exterior en el país y en sus socios comerciales.

Cabe destacar, que la utilización de los parámetros, técnicas de análisis y fuentes de información, dependerá de la pertinencia en la utilización de estos en un caso específico, así como también de la disponibilidad de la información.

## El uso del Índice Herfindhal Hirschman
La Fiscalía Nacional Económica (FNE) luego de haber identificado los actores y su participación en el mercado, procede a determinar los niveles de concentración de este último, es decir, del mercado relevante. Por lo que, logra determinar los cambios que se producen en tales niveles debido a la operación de concentración.
De esta manera la FNE utiliza el Índice de Herfindhal Hirschman (IHH) para determinar la concentración del mercado. Cabe señalar, que esta "herramienta" se utiliza de manera preferente, no así exclusiva.
Es así como la FNE obtiene un análisis, a saber:
- Si el IHH posterior a la operación es inferior a 1500 (el valor de este índice refleja un escaso potencial anti competitivo)
- Si 1500 < IHH < 2500 (el valor de este índice refleja un mercado moderadamente concentrado) y ΔIHH < 200; y
- Si IHH > 2500 (el valor de este índice refleja un mercado altamente concentrado) y ΔIHH < 100.[17]

Cabe mencionar, que el IHH se calcula sumando los cuadrados de las participaciones de mercado de los diversos actores, en términos porcentuales. Cuando existe un porcentaje del mercado no atribuible a actores determinados, para completar este porcentaje, la FNE, de acuerdo a un criterio conservador, supone infinitos actores, cada uno con una participación de mercado que tiende a cero. Este supuesto, no puede sobrestimar los niveles de concentración de un mercado.
Por otro lado, si el resultado del IHH determina que una operación de concentración no excede los umbrales señalados, la FNE, de igual forma puede investigarla, eso sí cuando concurran ciertas circunstancias especiales, tales como:
- Que una de las Partes involucradas en la operación sea un competidor potencial,  o un actor recién ingresado, con una cuota de mercado pequeña que no necesariamente refleje su participación potencial en un futuro previsible;
- Que alguna de las Partes de la concentración sea un innovador importante o un competidor especialmente vigoroso e independiente, en un sentido que no se refleje en las cuotas de mercado; o,
- Que haya indicios actuales de coordinación, o los haya habido en el pasado reciente.[20]

En conclusión, la FNE utiliza toda esta información estructural de las operaciones de concentración como el inicio de un próximo análisis más profundo, y a su vez, intenta evitar que sea una herramienta precisa del ejercicio competitivo de un mercado, ya que no proporciona información suficiente para probar de un modo más exacto los efectos competitivos de una operación. Sin embargo, la FNE tendrá una estructura general, la que usará como antecedente para evaluar una operación determinada.

## Barreras a la entrada
La Fiscalía Nacional Económica entiende por barrera a la entrada el impedimento al ingreso de competidores o la ventaja de costos que posee una empresa establecida en el mercado frente a una firma que desea entrar. Entre sus consecuencias se considera que las barreras de entrada afectan la probabilidad, oportunidad y suficiencia de la entrada, pudiendo ser utilizadas estas para los efectos de ejercer el abuso de posición dominante señalado en el Decreto Ley 211 letra b).
Estas pueden tomar muchas formas, desde restricciones absolutas hasta costos hundidos y otros factores que elevan el costo y los riesgos asociados con la entrada y, por ende, pueden impedirla o restringirla significativamente.
Existen una serie de barreras a la entrada que son utilizadas en conjunto con la figura de abuso de posición dominante o explotación abusiva entre las que encontramos:
1. Barreras legales

Constituye barrera legal todo obstáculo a la entrada que tenga por fundamento una norma jurídica que impida el ingreso de nuevos competidores o genere una ventaja de costo para las empresas establecidas en el mercado, con relación a los potenciales entrantes; así, por ejemplo, constituyen este tipo de barreras algunas regulaciones sectoriales, las patentes de invención y las licencias o permisos para el ejercicio de determinadas actividades.
En el caso del comercio internacional, constituyen barreras legales a la entrada las restricciones tarifarias y no tarifarias al comercio que tienden a proteger ciertos mercados domésticos, tales como la necesidad de autorización, por parte de alguna entidad estatal, para el ingreso de la importación (por ejemplo, productos químicos o agrícolas) y la existencia de cuotas de mercado para potenciales sustitutos del bien o servicio importado.
A propósito de este tipo de barreras, los agentes económicos las utilizan para ejercer abuso de posición dominante, haciendo uso de su participación mayoritaria de mercado para establecer estándares que de ser no ser cumplidos en su cabalidad no permiten la entrada al mercado relevante. Este fenómeno de alta complejidad genera desincentivo para la concurrencia de variados oferentes lo que es un requisito para que exista la libre competencia en los mercados, el vulnerar este requisito se presenta como una conducta grave que atenta contra el valor de la libre competencia.
1. Costos hundidos

Los costos hundidos son aquellos que la empresa no puede recuperar al salir del mercado en un plazo razonable. Los costos hundidos afectan directamente la probabilidad de entrada y, allí donde se producen, pueden constituirse en significativas barreras a la entrada.
La Fiscalía Nacional Económica examina especialmente la presencia de los siguientes costos hundidos:
- Costos de puesta en marcha, como acopio de información del mercado, desarrollo y prueba de diseños del producto, instalación de equipos,

contratación de personal y establecimiento de sistemas de distribución;
- Inversión en activos específicos;

- Inversión en publicidad y marketing, creación de marcas, servicios post-venta, etc;

- Investigación y desarrollo; innovación y tecnología; y

- Instalaciones, infraestructura y/o insumos esenciales de propiedad de alguna de las empresas establecidas en el mercado.

Estos costos pueden ser impedimentos significativos para la entrada cuando, siendo indiferentes para la determinación de precios por los incumbentes, que ya “hundieron” esos costos, han de ser considerados como componente significativo por los entrantes.
La implementación de este tipo de costos por parte de un agente económico que tenga la capacidad o fortaleza financiera para utilizar esta característica en conjunto con su participación mayoritaria de mercado, genera que la posibilidad de ingresar a un determinado mercado específico se reduzca, dado que el estándar que establece el participante mayoritaria desincentiva a los demás potenciales competidores, los cuales para efectuar su entrada los cuales deben incurrir en costos que son estimados como altos y como hundidos e irrecuperables al momento de la salida en caso de no presentar una evolución dentro del mercado.

## Consecuencias Jurídicas
Es sumamente importante señalar que aquel que incurra en un abuso de la posición dominante en el mercado, será sancionado monetariamente, con la disolución de los contratos y en casos extremos con la partición de la sociedad o corporación.
El Ordenamiento Jurídico Nacional Chileno, en el Decreto Ley 211, señala:
Artículo 3° señala:
El que ejecute o celebre, individual o colectivamente cualquier hecho, acto o convención que impida, restrinja o entorpezca la libre competencia, o que tienda a producir dichos efectos, será sancionado con las medidas señaladas en el artículo 26° de la presente Ley.

B)La explotación abusiva por parte de un agente económico, o un conjunto de ellos, de posición dominante en el mercado, fijando precios de compra o de venta, imponiendo a una venta de otro producto, asignando zonas o cuotas de mercado o imponiendo otros abusos semejantes.
El Artículo 26° inciso primero: La Sentencia de Ley definitiva será fundada. debiendo anunciar los fundamentos de hecho, de derecho y económicos con arreglo a los cuales se pronuncia.
A) Modificar o poner término a los actos, contratos, convenios, sistemas o acuerdos que sean contrarios a las disposiciones de la presente ley;
B) Ordenar la modificación o disolución de las sociedades, corporaciones y demás personas jurídicas de derecho que privado que hubieren intervenido en los actos, contratos, convenios de sistemas o acuerdos a que se refiere la letra anterior;
C) Inciso primero. Aplicar multas a beneficio fiscal hasta por una suma equivalente a veinte mil unidades tributarias anuales y, en el caso de sancionar una conducta prevista en la letra a) del artículo 3°, hasta por una suma equivalente a treinta mil unidades tributarias anuales.

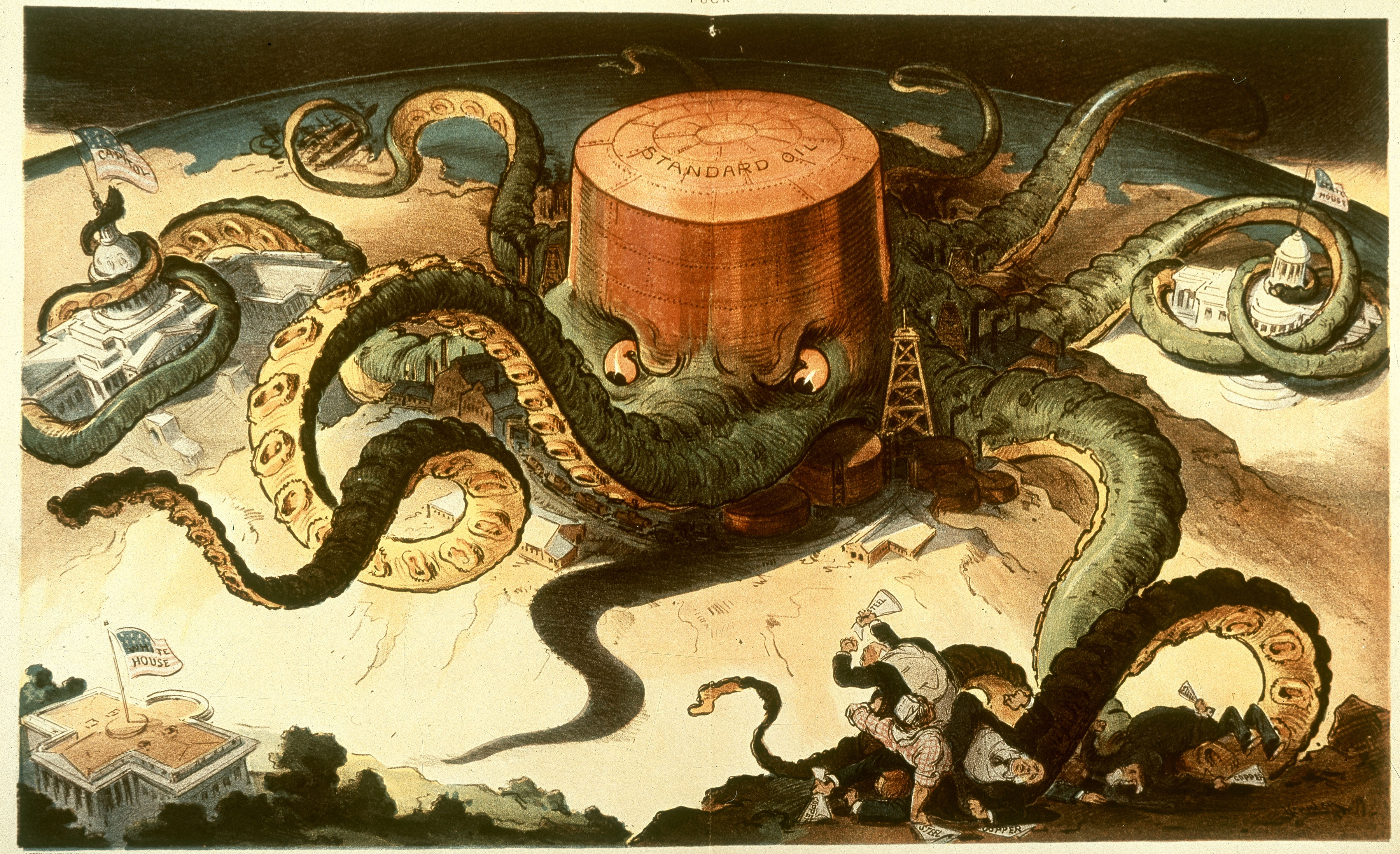
El Abuso de posición dominante por parte de la Standard Oil, la cual sería dividida en pequeñas empresas.

Es preciso señalar que en los 10 años que lleva vigente el Tribunal de la Libre Competencia, jamás se ha invocado en una sentencia la letra B del artículo 26°. Dicha sentencia ha sido posible verificar en el sistema norteamericano en la famosa sentencia Estado Federal contra Standard Oil. "Ya con una posición dominante en el mercado y bajo la lupa del público y del gobierno norteamericano, la Standard Oil decidió no cometer más abusos ni realizar políticas desleales contra las otras empresas del sector

## Caso emblemático relacionado
El caso de Colusion de las cadenas de farmacia FASA presenta un claro ejemplo de abuso de posición dominante, si bien no necesariamente la posición dominante conlleva abuso de la misma, en este caso, la investigación llevada a cabo por la FNE (Fiscalía Nacional Económica) demuestra que la determinación de precios y la colusión producen el abuso de poder de mercado dentro del referido.
Es así como dentro de los argumentos referidos por la FNE se encuentra que la venta minorista de productos farmacéuticos en Chile se encuentran concentradas en tres cadenas de farmacias a nivel nacional, como lo son Cruz verde, Salcobrand, Farmacias Ahumada, que en su conjunto importan un control dentro de la relación oferta-demanda y donde los consumidores están a merced de estos tomadores de precios.
Además que desde el 2007 estas cadenas diseñaron y planificaron un escenario de guerra de precios, lo que no tan solo alude al abuso que hacen de su posición dentro del mercado las cuestionadas cadenas, pues la elasticidad de los precios es muy baja –lo que significa que aunque suban de manera considerable los precios, el producto seguirá teniendo alta demanda- sino que también muestra la colusión de estas cadenas para determinar los precios de medicamentos indicados por la Fiscalía, en su investigación.
Entonces en este caso, el abuso de posición dominante se comete a través del abandono de traking rival, propio de un escenario competitivo, para dar inicio a un proceso de cooperación destinada a determinar el alza conjunta y coordinada de los precios de ciertos medicamentos.
La investigación hecha por la FNE fue llevada al Tribunal de Defensa de la Libre Competencia, donde se estudiaron los hechos y las pruebas a considerar, donde el ministro Julio Peña sostuvo lo siguiente que “el análisis de los efectos sobre los ingresos totales logrados o recaudación lograda en la venta de determinados medicamentos, efectivamente constituye, en el caso particular de autos, una aproximación adecuada para analizar los efectos sobre la rentabilidad de acometer, en forma colusiva, un determinado conjunto de alzas, en los precios al consumidos final.” En donde se muestra un claro razonamiento de como el Tribunal llega a la conclusión de que efectivamente, las cadenas se convierten en fijadoras de precios, abusando de su posición dentro del mercado y finalmente, luego de juicio, son sancionados con las responsabilidades legales correspondientes dentro de las competencias que tenga dicho Tribunal.